# Liste der Monuments historiques in Saint-Léry
Die Liste der Monuments historiques in Saint-Léry führt die Monuments historiques in der französischen Gemeinde Saint-Léry auf.

## Liste der Bauwerke
| Bezeichnung                      | Beschreibung | Standort                  | Kennzeichnung | Schutzstatus | Datum | Bild |
| -------------------------------- | ------------ | ------------------------- | ------------- | ------------ | ----- | ---- |
| Kirche St-Léry mit Marienfenster |              | Place de la Mairie (Lage) | PA00091687    | Inscrit      | 2014  |      |

## Liste der Objekte
- Monuments historiques (Objekte) in Saint-Léry in der Base Palissy des französischen Kultusministeriums